# Su-čou (An-chuej)
Su-čou (čínsky pchin-jinem Sùzhōu, znaky 宿州) je městská prefektura v Čínské lidové republice. Leží na severním okraji provincie An-chuej, má rozlohu necelých deset tisíc čtverečních kilometrů a roku 2020 v ní žilo 5,3 milionu lidí.
Su-čou na jihu hraničí s prefekturou Peng-pu, na západě s prefekturou Chuaj-pej, na východě a severu s provincií Ťiang-su a na severozápadě s provincií Che-nan.

## Doprava
Je zde železniční stanice na vysokorychlostní trati Peking – Šanghaj.

## Administrativní členění
Městská prefektura Su-čou se člení na pět celků okresní úrovně, a sice jeden městský obvod a čtyři okresy.
| Jung-čchiao okres · Tang-šan okres · Siao okres · Ling-pi okres · S’ |        |                       |                    |                                  |
| Název                                                                | Název  | Počet obyvatel (2020) | Rozloha km² (2020) | Hustota zalidnění (obyv. na km²) |
| český přepis                                                         | znaky  | Počet obyvatel (2020) | Rozloha km² (2020) | Hustota zalidnění (obyv. na km²) |
| Městský obvod                                                        |        |                       |                    |                                  |
| Jung-čchiao                                                          | 埇桥区 | 1 766 285             | 2 906              | 608                              |
| Okresy                                                               |        |                       |                    |                                  |
| Tang-šan                                                             | 砀山县 | 765 564               | 1 205              | 635                              |
| Siao                                                                 | 萧县   | 1 054 597             | 1 847              | 571                              |
| Ling-pi                                                              | 灵璧县 | 974 720               | 2 133              | 457                              |
| S’                                                                   | 泗县   | 763 310               | 1 848              | 413                              |
|                                                                      |        |                       |                    |                                  |
| Celkem                                                               | Celkem | 5 324 476             | 9 938              | 536                              |